# Глибока Долина (Дубенський район)
Глибо́ка Доли́на — село в Україні, у Демидівській селищній громаді Дубенського району Рівненської області. У 1992-2017 рр. - центр Глибокодолинської сільської ради, до якої відносилося село Копань. Населення становить 271 особа.

## Назва
Назва, ймовірно, походить від особливостей місцевого ландшафту. Територія має глибокі довгі яри, горби і нерівності.

## Географія

### Розташування
Село було найпівденнішим населеним пунктом Демидівського району. Межує із селами Вербень, Копань та Рогізне

### Місцевості
Село займає досить обширну територію. Можна виділити кілька місцевостей, головним чином хуторів.

## Історія

### Археологічні знахідки
Історію виникнення села точно встановити неможливо. Назву свою одержало від глибокої долини, яка розташована біля хати Томарокси Володимира, тут виник хутір Глибока Долина. Сучасна територія села, на той час, була вкрита лісом. Під забудову господарям надавали ділянки лісу, який поступово вирубувався. За царської війни, на території теперішнього села був ще один хутір — «Маркусиха» і хазяйнував на цій землі пан Маркус, який і був першим жителем села, жив він поряд із школою, де зараз проживають Василь та Оксана Андрощуки з дітьми.
Вчені-археологи, які проводили розкопки поблизу сіл Городок Рівненського та Липа Дубенського районів, виявили тут перші сліди перебування людини. Це були житла мисливців та збирачів, які користувалися кремінними знаряддями праці. На території району люди проживали ще в добу мезоліту. Він розпочався, коли почав відступати льодовик. В цей час було винайдено лук і стріли, приручено першу тварину — собаку, люди навчилися виготовляти глиняний посуд. Мезолітичне поселення найдавніших людей було знайдено на околиці села Вовковиї, що неподалік села Глибока Долина. У епоху неоліту в межах краю спочатку з'явилося скотарство, і тільки пізніше населення почало займатися землеробством. Люди селилися поблизу лісу і води, оскільки займалися рибальством і мисливством. Наявність річок, горбкуватий рельєф, зручний для влаштування напівпечерних і півземлянкових жител і матеріал (кремінь) придатний для виготовлення знарядь праці сприяли тут скупченню людських осель. Племена, що населяли край в епоху енеоліту (4-друга половина 3 тисячоліття до н. е.), відносяться до трипільської культури, культури кулястих амфор і культури шнурової кераміки. На відміну від інших трипільських племен, місцеві поселенці розписували посуд лише білою фарбою.

### Російський період
Війна між Швецією і Північним союзом у складі Росії, Польщі і Данії привела до розгортання воєнних дій на території Польщі і Волині. Згодом Петро І став самовільно розпоряджатися в нашому краї, ігноруючи гетьмана Мазепу, направляв козацькі полки за межі України, намагався обмежити права козацької старшини.
В 1830 році у Варшаві вибухнуло визвольне повстання, у ході якого зародився лозунг «За нашу і вашу свободу». Польське повстання підірвало польський авторитет у нашому краї. Намагаючись зміцнити позиції на Правобережній Україні у боротьбі з польським національно-визвольним рухом царизм у 1847 році провів інвентарну реформу. Інвентарні правила, введені царським урядом, закріпляли за кріпаками їхні наділи та регламентували розміри повинностей, що виконувалися на користь поміщиків, тобто, дещо обмежували феодальну експлуатацію селян.
У 19 столітті, у пореформенний період, Волинська губернія залишалася аграрним, відсталим краєм, де промисловість носила напівкустарний характер. У сільському господарстві основна маса селян страждала від малоземелля і безземелля.
Згідно з адміністративним поділом Російської імперії наш край на початку 20 століття входив до складу Волинської губернії з центром у місті Житомирі. Територія Глибокої Долини входила до Дубенського повіту.
Сама місцевість говорить про розумний вибір житла. Будинок був збудований на горбку. Сад спускався до невеличкого ставка, який був утворений внаслідок висипаної греблі. Гребля була обсаджена липами, які збереглися і до наших днів. Хутір Маркусиха нараховував всього на всього шість хат, де мешкали сім'ї Трачуків, Максим'юків, Філіпчуків, Дикунів, Мельничуків, Ващуків. Згодом виник ще один хутір — Новини, адже тут, на «новій землі», стали заселятися люди з навколишніх сіл Коритного, Теслугова, Пляшівки, багато тут проживало і чехів, поляків. Ще й досі є чеські будівлі.
Купили у пана землю жителі з Теслугова: Степан Лагнюк, Роман Ващук. Лагнюк С. побудував свою першу хату у 1890 р. Кучма купив хату у Ліхтера, ціна 1 морга землі була варта дві-три корови. Перші хати села: Лагнюк Степана, Ліхтера, Шаула Борис, Шаранда Мирон, Канюк, Мельничук Павліна, Зінчук, Завалін. З самого села Рогізне («Гнилька») був ліс до школи. На той час ще проживав пан Ружевський — на «Ружевщині». На хуторі нараховувалось понад 30 хат. На краю лісу, у мальовничій долині било джерело, а навколо нього був луг — «Карпулів», який назвали в честь жителя цього хутора «Карпули» (Сопіги Трохима Карповича). До кінця XX століття хутір спорожнів, жителі переселилися у сусідні села, або в центр села, або до міст Луцька, Рівного. Після першої світової війни 1914—1918 рр. активно почалося заселення. Де жив Фаст, Ткачуки — була німецька колонія. З Рогізного йшла вузькоколійка, проходили війська Будьонного (книжка «Пройдений путь»).
7 (20) листопада 1917 року, відповідно до Третього Універсалу Української Центральної Ради, увійшло до складу Української Народної Республіки.

### Міжвоєнний період

Село на польській карті 1924 року

Після війни 1918 р., після підписання «Брестського миру» наші землі заселяли переселенці: Боровськнй, Серпи, Мали, Косовські, Кравчинські, Зубринські. Оскільки на цій землі збільшувалась кількість населення, виникла потреба у створені школи. Перша школа була там, де живе Максим'юк. В 1920 році відбулася «комісація земель» (визначали ґрунт (категорію) відносно родючості). З'явились перші хутори — там де живе Артем'юк. Тому вони змушені були поселятись і будуватися. Хутір "Новини " тоді належав до Дубенського повіту. Відомо, що на польській карті 1936 року, був позначений хутір Глибока Долина.
У 1938 році відбувся політичний поділ і хутір Глибока Долина віднесли до Козинського району. До 1939 року на Рогізне і Глибоку Долину працював один солтис (сільський голова). А в 1940 році організували перший колгосп і (так як на польській карті був позначений хутір Глибока Долина) село яке утворилося з прилеглих хуторів: Глибока Долина, Ружевщина (проживала сім'я Василя Шаранди), Новини, Маркусиха, отримало таку ж назву.
У міжвоєнний період на території нашого краю діяли такі політичні партії: Комуністична партія Західної України, Українське національно-демократичне об'єднання та ОУН. 17 вересня 1939 року, на основі додаткового пакту Молотова — Ріббентропа, Червона Армія окупувала територію Західної України. Населення нашого краю зустрічало Червону Армію, наївно сподіваючись на покращення своєї долі. У жовтні 1939 року створилися перші органи окупаційної радянської влади. Почалася перебудова економічного і суспільно-політичного життя на новий лад.
Було конфісковано поміщицькі землі. Перерозподіл землі швидко закінчився і почали примусово створювати колгоспи. Прихід нової влади не дав однозначних результатів. Приватні магазини, ще недавно заповнені вщент заморським крамом, замінили напівпорожні кооперативи. Ситець, горілка, тютюн, сірники, кирзові чоботи — ото і весь вибір. Організація роботи артілей привела до повної ліквідації безробіття. Однак ці перетворення супроводжувалися переслідуванням всіх неблагонадійних. Радянська система не допускала існування жодної політичної сили, яка могла б стати в опозицію більшовицькій партії. Політичні партії, які існували в Західній Україні під польською окупацією, були заборонені і припинили будь-яку діяльність.

### Колективізація
Першим головою колгоспу був Петро Маргосюк. Його син Дмитро працював першим секретарем комсомольської організації. В роки Німецько-радянської війни вони трагічно загинули. Низьким був рівень охорони здоров'я, найближчий лікар проживав у Демидівці. За кваліфікованішою допомогою слід було їхати у Дубно. Більшість населення становили селяни. Переважало дрібне селянське землеволодіння. Низький рівень промислового виробництва звужував ринок для збуту сільськогосподарської продукції. Уряд сприяв великим землевласникам та старанним господарям.

### Друга світова війна
22 червня 1941 року німецько-нацистська армія та її союзники перейшли кордон. Через Глибоку Долину німецькі війська пройшли вже 23 червня. Одна із частин радянської армії була оточена у Горохівському лісі, після двотижневих боїв прорвалася в Хрінницький ліс. Жорстока битва була на території теперішнього села Копань, де діяла німецька застава. Загиблих радянських воїнів було поховано в братській могилі на території кар'єру, де брали пісок.

### Повоєнний період
У післявоєнний період учнями школи під керівництвом Сільвестра Шевчука було знайдено це поховання радянських воїнів і на цьому місці поставлено пам'ятний знак силами школи. Впродовж 1942 року в нашому краї наростала активність радянських партизанів. В цей час на Демидівщину заходили з партизани загонів Д. Медвєдєва, проходили партизанські з'єднання С. А. Ковпака, О. М. Сабурова, загін І. П. Федорова. Населення усіляко підтримували партизан, допомагали їм продуктами, деякі ставали партизанами цих загонів. Масового характеру набрало вивезення молоді до Німеччини на примусові роботи. Тих, котрі відмовлялися їхати, чекало суворе покарання. Під час війни на території краю діяли загони УІЇА, які після знищення німецької адміністративної влади в 1943 році, повністю перебрали владу в свої руки. Господарським життям тепер керували господарські відділи, що були створені при теренових проводах ОУН. На першій нараді керівників районних господарчих відділів, відділи були поділені на референтури: заготівельну, промислову, бухгалтерську. Сповідуючи ідею боротьби за вільну, суверенну державу, УПА опинилася у стані війни на два фронти -проти гітлерівського та сталінського режимів.
В березні 1944 року Червона армія наблизилася до нашого села. Жорстокі бої точилися за визволення села Глибока Долина з 17 по 19 березня 1944 року, у яких загинули воїни багатьох національностей, імена яких залишились викарбуваними на обеліску. Найбільший бій точився на території теперішньої школи і 19 березня 1944 року село було визволено.
Після визволення села радянська окупаційна влада розпочала відбудову зруйнованого війною господарства. Але вона відбувалася у складних умовах протистояння радянської системи і підпілля ОУН-УПА, яка продовжувала боротьбу. Радянська репресивна система переслідувала всіх, хто звинувачувався в українському буржуазному націоналізмі, або в посібнициві йому. Люди, запідозрені у зв'язках з УПА, репресовувалися, їх сім'ї вивозилися в Сибір. Радянський уряд для знищення націоналістичною підпілля спрямував усі сили, не гребував ніякими методами. Так під час облави НКВД 10 березня 1945 року був розстріляний з кулемета разом з своїм охоронцем начальник штабу південної групи УПА Рівненської області Петро Казван (псевдонім Черник), який в цей час знаходився на Пляшівському хуторі, біля лісу, у родині Івана Семенюка. Вночі їх тіла таємниче зникли. Йому була поставлена фігура у вигляді хреста з написом: «Сто метрів звідси було вбито видатного діяча УПА Черника П.». Вояки УПА намагалися перешкодити колективізації, депортаціям, створенню радянської окупаційної адміністрації на місцях. Однак сили були нерівні. Практично на початку 50-х їх опір на Демидівщині припинився.
Відбудова сільського господарства в нашому краї відбувалася в складних умовах. Селяни в переважній більшості прагнули вести індивідуальне господарство. А той же час окупаційна влада тримала курс на колективізацію сільського господарства. Почалася відбудова зруйнованого війною господарства. У післявоєнні роки колгосп імені Свердлова очолив Трохим Сопіга. Відомо, що в 1954 році в селі Глибока Долина діяв драматичний колектив. Керівництво колгоспу часто змінювалося. До 1959 року головами колгоспу були: Блащук, Ярослав Ліпай, Григорій Метлінський, Лук'яненко. У 1959 році цей колгосп було приєднано до вербенського колгоспу. Головою об'єднаного колгоспу став Дмитро Хом'як. І веселі, і сумні події в селі не обходилися без музики. Існував прекрасний духовий оркестр, який складався з працівників колгоспу.
У 1964 році головою став Микола Калініченко. У цьому ж році Глибокодолинськи колгосп відокремили і його головою призначили Михайла Солов'я. Під час його керівництва було добудовано школу (6 класних кімнат), зернові склади, корівники, нові будинки, медичний пункт. У 1965 році до святкування 20-річниці з Дня Перемоги у селі Глибока Долина було споруджено пам'ятник односельчанам, які загинули на фронті у роки Другої Світової війни. На всі урочистості люди села сходились до цього пам'ятника. Спочатку це був пам'ятник, пізніше — обеліск, у наші дні — це гранітна стела. Особливо багато людей приходять з квітами та вінками на День Перемоги та в День визволення села від німецько-нацистських загарбників, щоб ванувати тих, хто загинув заради щасливого життя. Завжди цікаво було зійтись всім разом на "схід села. Тут нагороджували передовиків, вітали, вручали грамоти, нагороди.
У 1970 році головою колгоспу обрали Дмитра Набока. За його керівництва почалося будівництво шосейної дороги. У 1973 році керівником був обраний Андрій Березюк, який збудував приміщення контори, розпочав будівництво приміщень тракторної бригади. У 1975 році головою колгоспу став Микола Мельничук. Під час його керівництва було добудовано дорогу, яка сполучала Глибоку Долину з селом Копань.
У 1980—1988 роках колективне господарство було приєднано до Рогізенського колгоспу ім. Горького, головою якого призначили Володимира Ніпрука. Протягом 1988—1989 р. на чолі колгоспу був Юрій Стеха. Після роз'єднання, протягом 1989—1992 років, колгосп очолював Павло Колодинський. За його керівництва було заасфальтовано частину доріг села.

### Незалежна Україна
У 1991 році колгосп імені Свердлова перейменували у «Колос».
25 грудня 1992 року була створена Глибокодолинська сільська рада (до того часу село відносилося до Рогізненської сільської ради). її головою став Анатолій Рачинський. В цей час Глибокодолинська сільська рада належала до Млинівського району. У 1993-1996 рр. головою колективного господарства працював Микола Семенюк.
Із здобуттям незалежності України серед інтелігенції Демидівки та навколишніх сіл поширюється ідея відновлення Демидівського району, що був розформований наприкінці 1962 року. 22 вересня 1995 року Верховна Рада України своєю постановою ухвалила утворити в Рівненській області Демидівський район з центром в с-щі Демидівка, до якого відійшло село Глибока Долина. 2 вересня 1996 року очолила сільську раду Мирослава Гребенюк. 1996-1997 рр. — керівником колгоспу обрали Олега Мельничука, якого згодом переобрали і цю посаду зайняв Володимир Ніпрук. З 1998 по 2000 рік господарство очолює Петро Друзюк. З серпня 1999 року сільську раду очолив Петро Шелест.
У 2000 році колгосп «Колос» розформувався і на базі цього господарства утворюється СФГ «Олеся». У цьому ж році господарство було передано у приватну власність і створене ПСП «Долина», яке існує і на даний час.
12 червня 2020 року, відповідно до розпорядження Кабінету Міністрів України № 722-р від «Про визначення адміністративних центрів та затвердження територій територіальних громад Рівненської області», увійшло до складу Демидівської селищної громади Демидівського району.
19 липня 2020 року, в результаті адміністративно-територіальної реформи та ліквідації Демидівського району, село увійшло до складу Дубенського району.

## Населення
За переписом населення України 2001 року в селі мешкало 312 осіб.

### Мова
Розподіл населення за рідною мовою за даними перепису 2001 року:
| Мова       | Відсоток |
| ---------- | -------- |
| українська | 99,68 %  |
| російська  | 0,32 %   |

|На 2022 рік , населення становить ±100 осіб

## Транспорт
Наявне регулярне автобусне сполучення з с-щем Демидівка, м. Рівне. Курсує маршрутне таксі «Глибока Долина — Рівне». Автобусна зупинка збудована за радянських часів, розміщена на перехресті біля фруктового саду. На даний час не використовується, пасажири здійснюють посадку-висадку в центрі села.

## Зв'язок
В селі відсутній стаціонарний телефонний зв'язок. Наявне покриття всіх національних операторів, проте через почленований рельєф місцевості не скрізь воно є достатнім.
Послуги поштового зв'язку надає пересувне відділення Укрпошти, яке знаходиться за адресою вул. Центральна, 75 (в адмінбудівлі сільської ради).

## Охорона здоров'я
У селі діє фельдшерсько-акушерський пункт.

## Освіта
Діє школа (філія опорного закладу Демидівський ліцей) та дошкільний навчальний заклад «Веселка».

## Релігія
Переважна більшість населення сповідує християнство і відвідує церкву у с. Копань. Там же знаходиться і цвинтар. Релігійних споруд у Глибокій Долині немає.

## Культура
Є пам'ятник воїнам, які полягли у роки Другої Світової війни.

## Відомі люди
- Казван Дмитро — начальник штабу військової округи УПА ВО «Богун». Загинув поблизу села.
- Рачинський Петро Авксентійович (нар. 1926 р.) — ветеран німецько-радянської війни. Був призваний на фронт у 1944 році, служив телефоністом, був поранений. Нагороджений медалями: медаль «За відвагу»[9].